# Kye Sun-Hui
Kye Sun-Hui (en coreà: 계순희) (Pyongyang, Corea del Nord 1979) és una judoka nord-coreana guanyadora de tres medalles olímpiques.

## Biografia
Va néixer el 2 d'agost de 1979 a la ciutat de Pyongyang, capital de Corea del Nord.

## Carrera esportiva
Va participar, als 16 anys, en els Jocs Olímpics d'Estiu de 1996 realitzats a Atlanta (Estats Units), mitjançant la invitació del Comitè Olímpic Internacional (COI) i va ser una de les sorpreses de la competició en guanyar la medalla d'or en la prova femenina de pes extralleuger (-48 kg.), esdevenint la guanyadora més jove d'una prova olímpica. En els Jocs Olímpics d'Estiu de 2000 realitzats a Sydney (Austràlia) va aconseguir la medalla de bronze en la prova de pes semi lleuger (-52 kg.), un metall que es transformà en plata en els Jocs Olímpics d'Estiu de 2004 realitzats a Atenes (Grècia), si bé ho fou en la categoria de pes lleuger (-57 kg.). En els Jocs Olímpics d'Estiu de 2008 realitzats a Pequín (RP Xina), la seva última participació olímpica, finalitzà quinzena en la prova de pes lleuger.
Al llarg de la seva carrera ha guanyat sis medalles en el Campionat del Món de judo, quatre d'elles d'or; dues medalles d'or en el Campionat d'Àsia i dues medalles més en els Jocs Asiàtics, una d'ella d'or.